# Sahnitherium
Sahnitherium є можливим базальним евархонтаном з маастрихту міжтраппових шарів Андхра-Прадеш, Індія. Таксон може бути тісно пов'язане з Deccanolestes. Голотипом є верхній корінний зуб, і це єдиний екземпляр Sahnitherium